# Stade André-Moga
 (août 2013).
Si vous disposez d'ouvrages ou d'articles de référence ou si vous connaissez des sites web de qualité traitant du thème abordé ici, merci de compléter l'article en donnant les références utiles à sa vérifiabilité et en les liant à la section « Notes et références ».
Le stade André-Moga, dans la commune française de Bègles, est surtout connu pour être le centre d'entraînement de l'Union Bordeaux Bègles, monté en Top 14 pour la saison 2011-2012. Il fait partie intégrante du complexe Delphin Loche.

## Historique
Le stade est construit au début des années 1920 sur un champ du quartier de Musard, d'où il tire son nom originel.
En 1988, le stade Musard est rebaptisé stade André-Moga, en hommage au président historique du CA Bègles de 1958 à 1992.
Il dispose de deux tribunes (Océan et Garonne) pour un total de 3 870 places. Des saisons 2012-2013 à 2014-2015, une tribune modulaire (Peupliers) de 1 635 places est installée, ce qui porte la capacité totale de l'enceinte à 5 501 spectateurs assis, auxquels s'ajoutent 2 200 places debout.
Les joueurs de l'UBB jouent leur dernier match au stade Moga le 9 mai 2015.

## Centre de formation et d'entraînement
Le centre de formation de l'Union Bordeaux Bègles, créé en 1999 et situé dans l'enceinte du Stade André Moga à Bègles, comprend un bâtiment spécialement construit à cet effet avec des installations sportives et un internat. Il s'adresse aux joueurs de 17 à 23 ans possédant un très bon niveau.
Bègles a été le premier club de rugby professionnel à obtenir l'agrément du Ministère Jeunesse et Sports pour son centre de formation en 2002. Ce dernier est également agréé par la Fédération française de rugby et la Ligue nationale de rugby.
De nombreux joueurs sont sortis du centre de formation et jouent dans des équipes de Top 14 et Pro D2. 
Les stagiaires du centre de formation bénéficient de structures adaptées à leur formation sportive et scolaire :
- Hébergement : 21 Studios individuels
- Repas préparés et pris sur place
- Terrains d'entraînement et terrain d'honneur
- Salle de musculation
- Piste d'athlétisme et piscine
- Médecins et kinésithérapeutes

En 2013, un centre d'entraînement pour les joueurs professionnels de l'Union Bordeaux Bègles est aménagé. Il est inauguré le 20 septembre 2013 par le président Marti et Bernard Magrez, partenaire de l'UBB. 
Il s’étend sur 660 m2. À l’intérieur, on trouve :
- une salle de musculation de 400 m2 ;
- une salle de soins de 60 m2 ;
- une salle vidéo ;
- les bureaux des entraîneurs.

À l'extérieur, il y a :
- un terrain synthétique pour l'entraînement des matchs, aménagé en 2015 ;
- un terrain synthétique de 250 m2 qui permet aux joueurs de répéter les touches et d’effectuer de la récupération ;
- une piste au revêtement spécifique composée de deux couloirs de 30 mètres.

En 2018, un nouveau bâtiment de 2020 m² est inauguré. Il comprend les vestiaires, la salle de musculation, les bassins, la salle de cryothérapie et l’accès au terrain au premier étage ; les bureaux de l’UBB, le restaurant des joueurs et du personnel, la salle de détente, la salle vidéo, le bureau des coaches et la terrasse qui donne sur le terrain au dernier étage,.

## Événements
Le stade André-Moga accueille la finale du Championnat de France féminin de rugby à XV le 29 avril 2017. Le Montpellier Rugby Club s'impose 17 à 11 face au Lille Métropole RC villeneuvois.

## Projet
Un projet d'agrandissement et de rénovation du stade André Moga, dans le cadre de Bordeaux-Euratlantique, était défendu par Noël Mamère, maire de Bègles. Il avait pour objectif d'en faire un stade de 14 000 places. À la suite de l'accord trouvé entre Alain Juppé et Noël Mamère pour que l'Union Bordeaux Bègles joue à Chaban-Delmas à partir de 2015, il est alors prévu que le stade Moga soit aménagé et devienne « un magnifique centre d’entraînement et de formation, digne des plus grands clubs », comme le souhaite le président du club, Laurent Marti.

## Complexe Delphin Loche
Le complexe Delphin Loche est composé de deux stades de rugby, de terrains de tennis et d'un fronton de pelote basque. Il a abrité le siège de l'Union Mios Biganos-Bègles Handball entre 2013 et 2015.